# Pál Hunfalvy

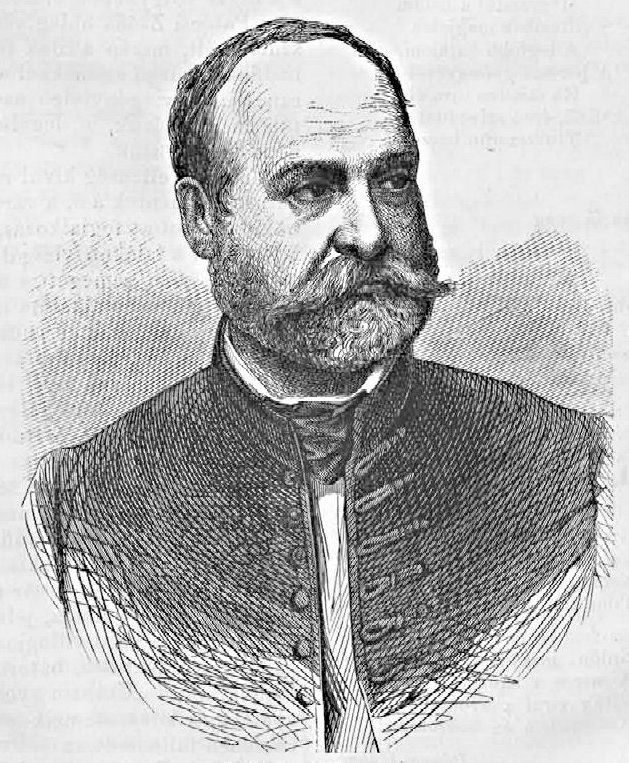
Pál Hunfalvy (1862)

Pál Hunfalvy (* 12. März 1810 in Nagyszalók, heute Veľký Slavkov [deutsch: Großschlagendorf], damals Komitat Zips, Ungarn, heute Slowakei; † 30. November 1891 in Budapest) war ein ungarischer Linguist und Ethnograph.

## Leben
Hunfalvys Geburtsname lautete Paul Hundsdorfer. Seine Familie waren deutschsprachige Zipser Sachsen, die ursprünglich aus Hunsdorf stammten. Wie sein Bruder, der Geograf János Hunfalvy, begriff er sich zunehmend als Ungar und magyarisierte seinen Namen entsprechend.
Er besuchte zunächst das Lyceum in Késmárk und studierte Jurisprudenz an der Universität in Pest. Während seines Studiums erlernte er erstmals die ungarische Sprache. 1842 wurde er Professor der Rechte am evangelischen Kollegium zu Késmárk und wurde 1848 zum Abgeordneten eines Bezirks der Zips in den ungarischen Landtag gewählt. Er gab daraufhin seine Lehrtätigkeit auf und war Kapitulation von Világos Mitglied der Nationalversammlung. Er kam nach Pest, wo er sich nun ausschließlich der Wissenschaft und Literatur zuwandte. 1856 begründete Hunfalvy die Zeitschrift Magyar Nyelveszet, die in sechs Bänden erschien. Ab 1859 war er ordentliches Mitglied der Ungarischen Akademie der Wissenschaften und gründete 1862 die Zeitschrift Tudományos közlemények (Sprachwissenschaftliche Mitteilungen), die später von Josef Budenz redigiert wurde. 1873 wurde er als korrespondierendes Mitglied in die Preußische Akademie der Wissenschaften aufgenommen. Er wurde zudem Oberbibliothekar der Ungarischen Akademie, in deren Auftrag er von 1877 bis 1881 die Litterarischen Berichte aus Ungarn veröffentlichte. 1886 wurde er in die American Philosophical Society aufgenommen. Er war Herausgeber der Ungarischen Revue (seit 1883 gemeinsam mit Gustav Heinrich).
Er stellte die These auf, dass die ungarische Sprache nicht von den Hunnen stammt, sondern mit der finnischen verwandt sei (vgl. Finno-ugrische Sprachen). Sein bekanntester Gegner war dabei der Orientalist Hermann Vámbéry.

## Schriften (Auswahl)
- Egy vogul monda (Eine wogulische Sage, in den ungarischen Akademieberichten 1859)
- Finn Olvasó-Könyv (Finnische Chrestomathie, Pest 1861)
- Nyelvtudomanyi  közlemenyek. 14 Bände Budapest, ab 1862 (Band 1, archive.org).
- A Vogul föld és nép (Land und Volk der Wogulen, 1864), auf Grund der von dem ungarischen Reisenden Antal Reguly hinterlassenen Schriften, mit deren Herausgabe Hunfalvy von der Akademie beauftragt war.
- A kondai vogul nyelv (Die südliche wogulische Sprache, 1872)
- Utazás a balt-tenger vidékein. (Reise in den Ostseeprovinzen Russlands; Reise in den Ländern am Baltischen Meer, 1871, 2 Bände; der 1. Teil, Estland betreffend, deutsch, Leipzig. 1872)
- Az észak osztják nyélo (Sprache der nördlichen Ostjaken, Pest 1875)
- Magyarország ethnographiája 1876 (deutsch, Ethnographie von Ungarn. Mit Zustimmung des Verfassers ins deutsche Übertragen von Johann Heinrich Schwicker Franklin-Verein, Budapest 1877, archive.org).
- Die Ungern oder Magyaren (= Die Völker Österreich-Ungarns. Band 5). Karl Pochalska, Wien / Teschen 1881 (archive.org).
- Die Rumänien und ihre Ansprüche. Wien / Teschen: 1883.
- Die Völker des Ural und ihre Sprachen. In: Paul Hunfalvy, Gustav Heinrich (Hrsg.): Ungarische Revue. 8, Franklin-Verein, Budapest 1888, S. 385–415, 756–779 (books.google.de).
- Az Oláhok története. Magyar Tudományos Akadémia, Budapest 1894 (archive.org).